# 光驱位硬盘托架
光驅位硬碟托架可以將硬碟放置在筆記本電腦的光驅位中，由於筆記本電腦尺寸及製造空間等限制，再加上光驅的使用頻率越来越低。很多用户都有增加筆記本電腦儲存容量或者是使用固態硬碟為系統加速的需求，光驅位硬碟托架的出現是一種完美的解決方案，它的原理是做成一個與原筆記本電腦光驅輪廓完全相同的轉接器。和光驅不同的是，光驅位硬碟托架上有一个空位，可供用户自行添加一塊新到筆記本電腦硬碟。因為筆記本光驅所提供的SATA接口速度與規格與原硬碟空間完全一致（只限同品牌同系列筆記本電腦），所以可以將配套新硬碟或舊的機械硬碟放入筆記本光驅位拖架後並替換原本的筆記本光驅位插入筆記本電腦中使用，這樣新的工作硬碟也不會產生性能影響。筆記本上換下來的光驅也可以用“SATA轉USB”轉接器改成移動光驅，這樣可以保證筆記本電腦的儲存空間得以最大程度利用。對於ThinkPad等光區已於拆卸的機型來說，它的熱拔插特性也可以方便的進行數據交換。